# Valle del Mezzano
Valle del Mezzano è il nome di una zona di protezione speciale (ZPS) della rete Natura 2000 situata in Emilia-Romagna.
L'area protetta si estende per 18 863 ettari e interessa il territorio comunale di quattro comuni della Provincia di Ferrara:  Argenta, Comacchio, Ostellato, Portomaggiore. Confina con il sito di interesse comunitario e zona di protezione speciale "Valli di Comacchio" (IT4060002) ed è incluso quasi interamente nel Parco regionale del Delta del Po dell'Emilia-Romagna.

## Descrizione e caratteristiche
Il sito è costituito principalmente dalla ex Valle del Mezzano, prosciugata definitivamente nel 1964; oltre a questa grande ex valle salmastra il sito include alcune aree contigue con ampi canali e zone umide relitte (Bacino di Bando, Anse di San Camillo, Vallette di Ostellato), parte della bonifica di Argenta e del Mantello realizzate negli anni 1930, la bonifica di Casso Madonna e un tratto del fiume Reno in corrispondenza della foce del torrente Senio.
Risultato di grandi opere di bonifica, il territorio è parcellizzato per coltivazioni ad ampio raggio con unità colturali di grandi dimensioni e colonizzato da singoli insediamenti rurali privi di strutture residenziali.
È l'area a più bassa densità abitativa d'Italia. Il sito infatti non è urbanizzato, ma caratterizzato prevalentemente da estesi seminativi inframezzati da una fitta rete di canali, scoli, fossati, filari e fasce frangivento. Su circa 300 ettari, localizzati principalmente nel Mezzano, sono stati ripristinati negli anni 1990 stagni, prati umidi e praterie arbustate attraverso l'applicazione di misure agroambientali finalizzate alla creazione e alla gestione di ambienti per la flora e la fauna selvatiche.
Il paesaggio è interamente, geometricamente agrario, caratterizzato da strade completamente diritte, sulle quali si affacciano insediamenti colonici completamente disabitati. Si tratta di una zona di protezione speciale rilevante: non tanto per gli habitat naturali quanto per l'ambiente di tipo agrario favorevole all'avifauna, del tutto singolare con i suoi terreni tendenzialmente argillosi ma anche ricchi di depositi torbosi e la falda costantemente superficiale, salmastra nella gran parte, verso oriente, in grado di selezionare una flora spontanea decisamente alofila non appena si interrompano le colture.
L'area del Mezzano vede un utilizzo principalmente agricolo. La natura dei terreni ricchi e torbosi, e il fatto che siano "giovani" (di recente coltivazione) li rende ideali per le coltivazioni orticole, in particolare per il pomodoro. Grazie alla sua conformazione la zona si presta a una coltivazione effettuata attraverso tecniche di produzione integrata sostenibile o biologica.
Il margine settentrionale del sito (Valle Lepri e Canale circondariale fino a Ostellato) è stata recentemente inserita nei territori del Parco Regionale del Delta del Po.

## Habitati tutelati
Ai sensi della Direttiva Habitat sono sette gli habitat presenti e tutelati nel sito e comprendono circa il 2% della superficie del sito:
- Vegetazione annua pioniera di Salicornia e altre delle zone fangose e sabbiose (1310)
- Pascoli inondati mediterranei (Juncetalia maritimi (1410)
- Acque stagnanti, da oligotrofe a mesotrofe, con vegetazione dei Littorelletea unifloraee/o degli Isoëto-Nanojuncete (3130)
- Laghi eutrofici naturali con vegetazione di Magnopotamion o Hydrocharition (3150)
- Formazioni erbose secche seminaturali e facies coperte da cespugli su substrato calcareo (Festuco-Brometalia) (* notevole fioritura di orchidee) (6210)
- foreste miste riparie di grandi fiumi a Quercus robur, Ulmus laevis e Ulmus minor, Fraxinus excelsior o Fraxinus angustifolia (Ulmenionminoris) (91F0)
- foreste a galleria di Salix alba e Populus alba (92A0)

## Fauna

### Uccelli
Circa 50 specie di interesse comunitario frequentano regolarmente il sito. La maggior parte delle specie nidificanti, che comprendono tarabuso (Botaurus stellaris), airone rosso (Ardea purpurea), nitticora (Nycticorax nycticorax), garzetta (Egretta garzetta), sgarza ciuffetto (Ardeola ralloides), airone bianco maggiore (Ardea alba), spatola (Platalea leucorodia), falco di palude (Circus aeruginosus), moretta tabaccata (Aythya nyroca), forapaglie castagnolo (Acrocephalus melanopogon) sono concentrate nelle zone umide presso il perimetro del sito o in zone umide esterne contigue ad esso.
Importanti popolazioni nidificanti di tarabusino (Ixobrychus minutus) e martin pescatore (Alcedo atthis) sono localizzate principalmente nella fitta rete di canali mentre albanella minore (Circus pygargus), cavaliere d'Italia (Himantopus himantopus), pernice di mare (Glareola pratincola) e ortolano (Emberiza hortulana) nidificano soprattutto nelle superfici oggetto di ripristini ambientali (attraverso l’applicazione di misure agroambientali da parte delle imprese agricole) e nelle zone coltivate meno intensamente e/o con "set aside" obbligatorio.
I filari e le fasce frangivento ospitano, grazie all’abbondanza di vecchi nidi di corvidi, la più importante popolazione nidificante in Italia di Falco cuculo (Falco vespertinus) e uno dei tre siti di nidificazione del grillaio (Falco naumanni) nell'Italia settentrionale nel 2003.
Altre specie con rilevanti popolazioni nidificanti grazie alla disponibilità di nidi di corvidi sono il gufo comune (Asio otus), il lodolaio e il gheppio.
In particolare, l’ex valle del Mezzano rappresenta l'area di alimentazione più importante non solo per gli Ardeidi nidificanti nelle Vallette di Ostellato, in Valle Lepri e nel Bacino di Bando ma anche per le popolazioni di gabbiano corallino (Ichthyaetus melanocephalus) e sterna zampenere (Gelochelidon nilotica) nidificanti nelle Valli di Comacchio.
Il sito è di rilevante importanza anche per uccelli migratori e svernanti; in particolare ospita una parte rilevante delle popolazioni svernanti in Italia di airone bianco maggiore, oca lombardella (Anser albifrons), oca selvatica (Anser anser), pavoncella (Vanellus vanellus), gufo di palude.
La riserva è il luogo di un programma di reitroduzione de la starna italica (Perdix perdix italica). L’obiettivo è quello di ottenere una popolazione vitale di 2.200 coppie a fine progetto.

### Anfibi e rettili
Segnalato il tritone crestato (Triturus carnifex), specie di interesse comunitario localizzata soprattutto nei biotopi di Valle Umana. Da segnalare, per l'abbondante popolazione, anche la raganella (Hyla intermedia).
Presente la testuggine palustre (Emys orbicularis), specie di interesse comunitario, localizzata soprattutto nella zona di Valle Umana.

### Pesci
La cheppia (Alosa fallax) è la sola specie di interesse comunitario segnalata. Tra le specie rare a livello regionale sono state segnalate triotto (Leucos aula) e spinarello (Gasterosteus aculeatus) che nell'area sono molto rare e minacciate di estinzione.

### Invertebrati
L'unica specie di interesse comunitario presente è Lycaena dispar, lepidottero legato agli ambienti palustri.

### Mammiferi
Sono presenti nell'area sei specie di chirotteri di interesse regionale: Eptesicus serotinus, Hypsugo savii, Myotis daubentonii, Myotis nattereri, Nyctalus leisleri e Pipistrellus kuhlii.